# Janine Guyon
Janine Guyon (12 de enero de 1919 – 11 de mayo de 2015) fue una actriz cinematográfica y directora televisiva de nacionalidad francesa.

## Biografía
Nacida en París, Francia, había estado casada desde 1955 con el actor y cantante Georges Guétary, con el cual tuvo dos hijos, Hélène y François.
Falleció en Sèvres, Francia, en el año 2015.

## Filmografía

### Actriz cinematográfica
- 1937 : Claudine à l'école, de Serge de Poligny
- 1937 : Un scandale aux Galeries, de René Sti
- 1938 : Prison sans barreaux, de Léonide Moguy
- 1941 : Opéra-Musette, de René Lefèvre y Claude Renoir
- 1950 : Prélude à la gloire, de Georges Lacombe

### Directora televisiva
- 1956 : Rendez-vous avec... Jean Bretonnière
- 1956 : Rendez-vous avec... Mick Micheyl
- 1960 : La Kermesse aux chansons (1 episodio)
- 1972 : Kitsch-Kitsch
- 1972 : Le Fado de la liberté
- 1972 : Le Voleur de riens